# 伊萬基夫 (鮑里斯皮爾區)
50°19′0″N 31°3′47″E / 50.31667°N 31.06306°E
伊萬基夫（烏克蘭語：Іванків）是位於烏克蘭北部的村莊，由基辅州鲍里斯皮尔区的鲍里斯皮尔市镇負責管轄。該村始建於1508年，面積7.92平方公里，海拔高度108米，2001年人口3,427，人口密度每平方公里432.8人。